# ニシキソウ属
ニシキソウ属 Chamaesyce は、トウダイグサ科に属する植物群の1つ。トウダイグサ属（Euphorbia L.）と近縁で、そこに含められたことも多い。その場合にはニシキソウ亜属とされ、それなりに属内でも独特の群として扱われる。

## 概説
ニシキソウ属（あるいはトウダイグサ属ニシキソウ亜属）は、世界に広く繁茂する雑草を多く含む群である。その花序はトウダイグサ属に特徴的な杯状花序なので、この属に含め、その中で独自の亜属を立てることが多かった。しかし独立属を認める考えもある。
トウダイグサ属の多くが真っ直ぐに立ち上がる茎を持つのに対して、本群は分枝しながら横に広がるように伸びる。これは、トウダイグサ属のものが主軸を失い、花序の部分でだけ成長していると見れば理解しやすい。このように、この群はトウダイグサ属に近縁な群から独自の方向に発展したものと考えられる。

## 特徴
茎は地を這うように伸び、よく二叉分枝して地表を覆うようになる。あるいはこのような枝が立ち上がる。一年生植物が多いが、多年草もある。また茎の基部が木質化する種もある。葉は対生に生じ、托葉がある。枝先に花序を生じるが、腋芽が伸びて、花序が腋生であるように見える。また葉は往々に左右不対称である。葉の縁に鋸歯があることが多く、まれに滑らかな例もある。種子にはヘソがない。花は杯状花序の形を取るが、本群では杯状花序の線体の基部にエプロン状の付属体があり、その部分の形態は多様で、種を判別するのに用いられる。この花序の構造についてはトウダイグサ属を参照されたい。
また、この類は光合成の点でも特異であり、いわゆるC4植物を含む。C4植物は双子葉植物では比較的少ない。それだけでなく、本群はC4、C3、CAMとすべての光合成の形を示す種が含まれ、その上にC4とC3の中間タイプであるC2型をも含む。属レベルの群でこれだけの多様性を含むのは本群だけである。

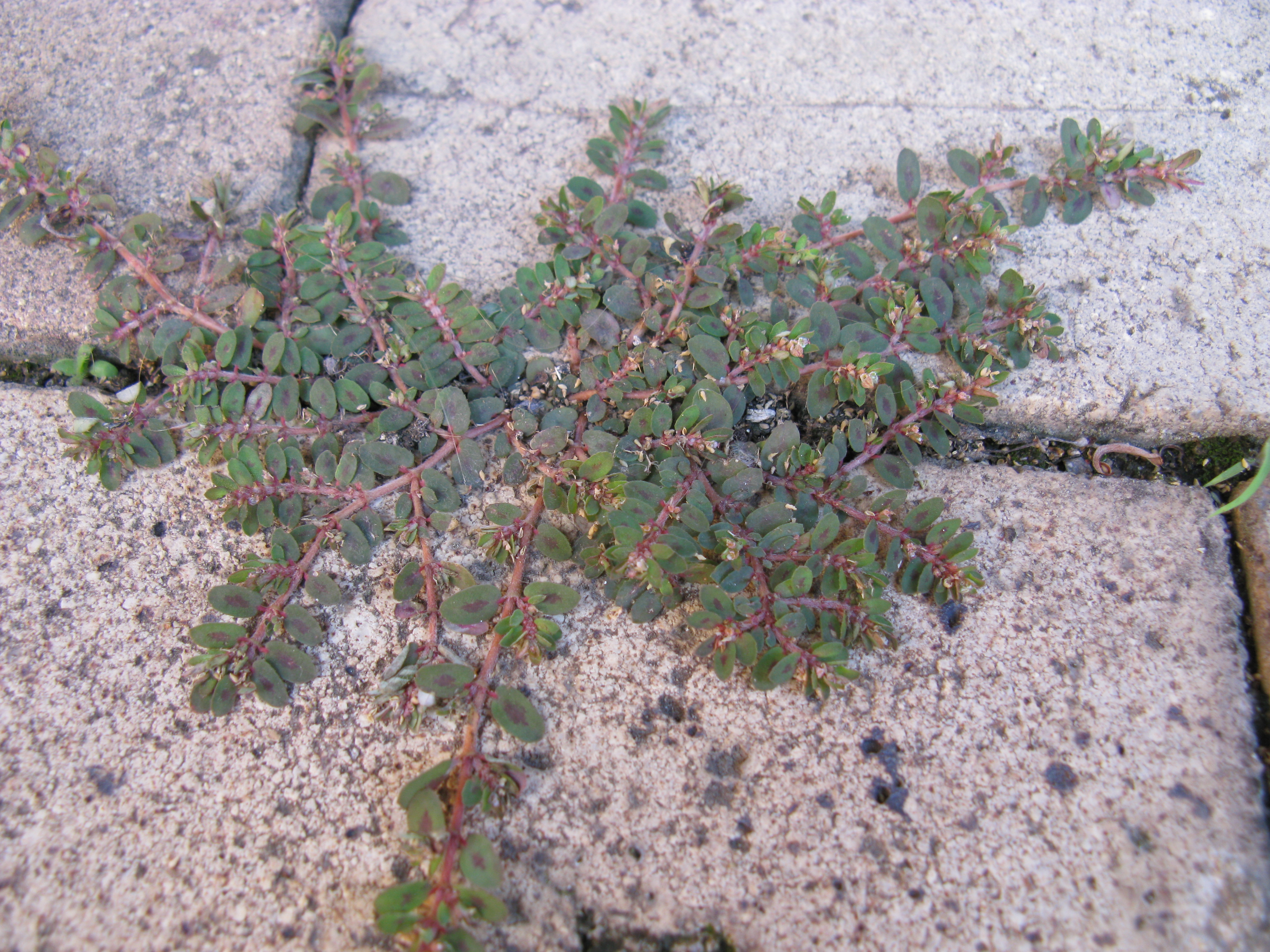
コニシキソウ・地表を這うように育つ
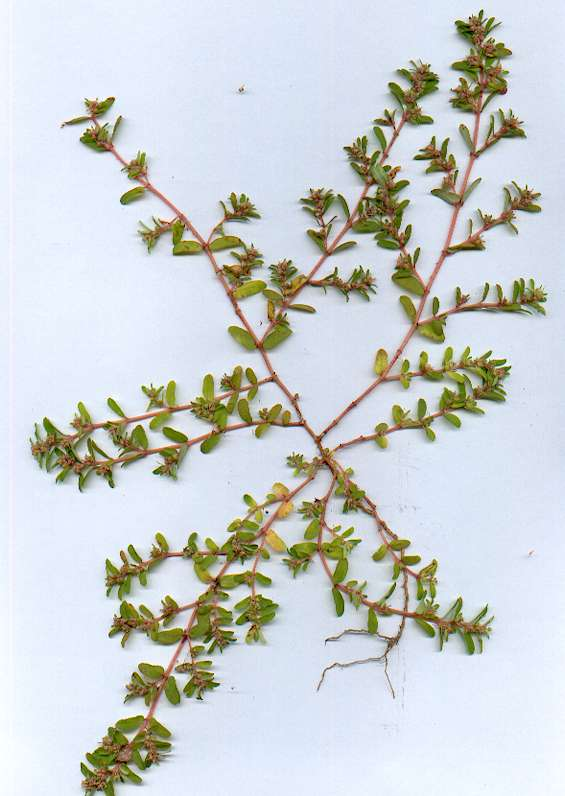
同・分枝の様子
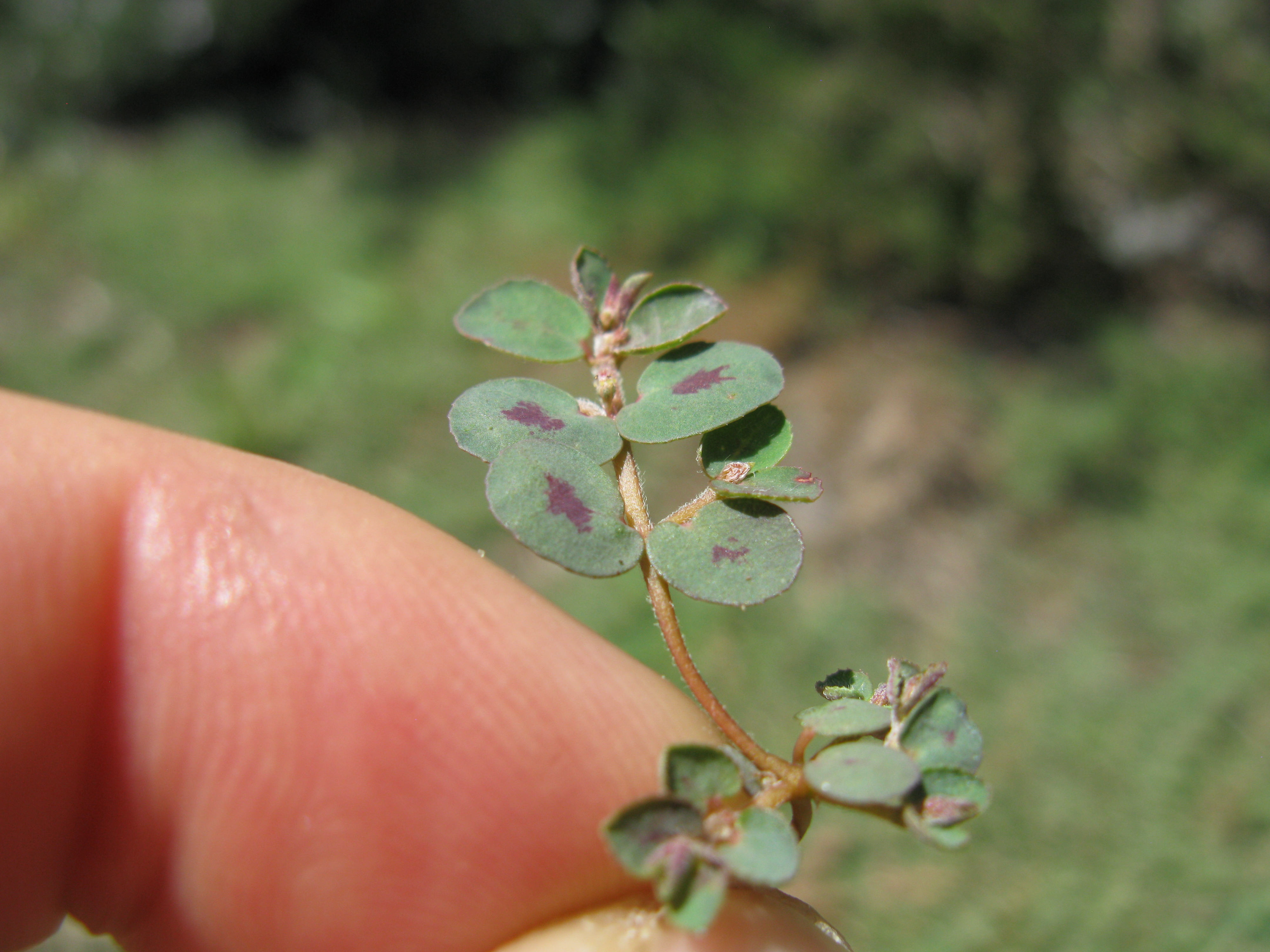
葉は対生、左右不対称
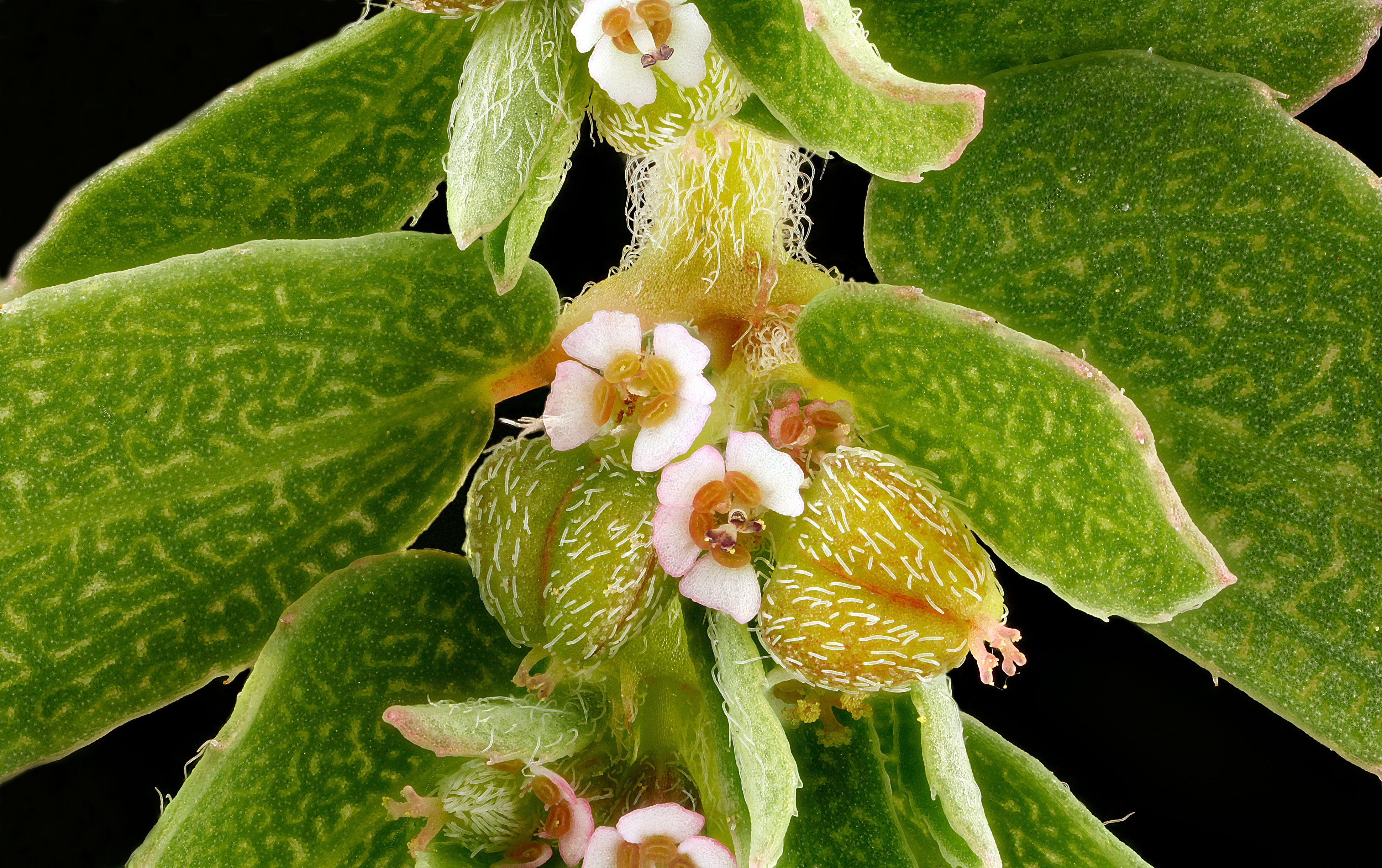
杯状花序
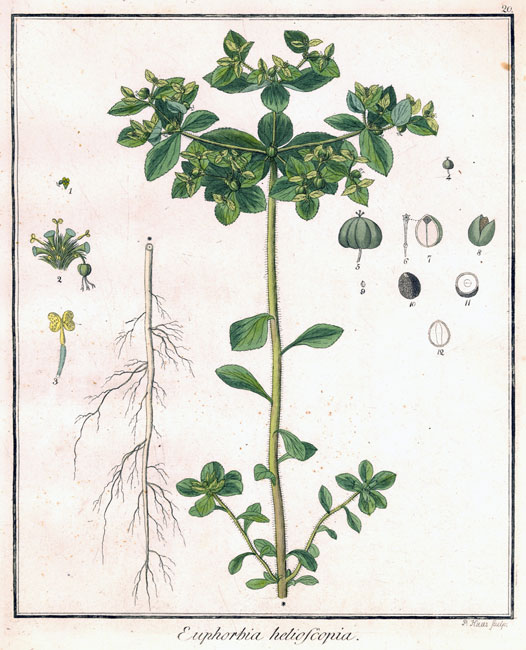
トウダイグサ・茎の先端部の枝を広げた部分に注目のこと

## 分布と生育環境
本属のものには世界に広く分布する広域分布種が含まれるが、例えばガラパゴス諸島の固有種が8種、ハワイ諸島では29種が固有という風に、ごく分布の限られた種も多く含まれている。その多様性の中心は南北アメリカにある。この点も、アジア・アフリカに最大の多様性を示す他のトウダイグサ属とは対照的である。

## 系統関係について
本群は杯状花序という非常に特殊化した構造を共有することで、トウダイグサ属との類縁関係がごく近いことは明らかである。形態の違いに関しては、トウダイグサ亜属のものでは茎の先端にまず不実の花序を生じ、その基部から枝を出して先端に花序を付けてその基部から分枝を出し、これを繰り返して全体としては集散花序のような形になる。本群は、このような形で主軸がなくなり、花序の部分だけで植物体全体が構成されていると考えればよい。発生的に見ると、本群のものは子葉のすぐ上で主軸の成長が止まり、そこで頂端分裂組織が退化してしまうことに呼応する。
分子系統の研究成果から、本群が単系統をなすことが示されている。また、その内部での系統関係と光合成の形式にも関係が示されている。C4はC3に比べて高温や乾燥に適応したものと考えられる。C4は本群の中で一回だけ生まれ、その系統は世界中に広がって多様化し、350種にもなっている。他方でC2はやはり1度だけ生まれ、その系統は2種のみ、北アメリカ南部からメキシコに分布している。CAMはこの群の中で複数回生じ、それらは旧世界と新世界に広がっている。

## 分類
本群をトウダイグサ属の中に含め、亜属として認める体系も、独立属と見なす立場もある。Ylistは独立属に扱っているが、Yang(2012)などは亜属と見なしている。
トウダイグサ属は2000種もの種を抱える大きな分類群であるが、本群は亜属とすればこの群で2番目に大きいもので、600種ほどを含む。
日本では本群に含まれるものとしては11種ほどがある。以下に示す学名は本属を認める場合のものである。このうちで以下の3種は土着種であり、分布域は広くない。
- C. atoto ハマタイゲキ：沖縄および台湾からマレーシア
- C. sparmannii ボロジノニシキソウ：大東島及びミクロネシア・オーストラリア
- C. liuliuensis リュウキュウタイゲキ：沖永良部、与那国（固有）

以下の種は雑草的な種であり、ほとんど世界中に渡る分布を持つ。
- C. hirta シマニシキソウ
- C. makinoi コバノニシキソウ
- C. humifusa ニシキソウ
- C. nutans オオニシキソウ
- C. hyssopifolia セイタカオオニシキソウ
- C. bifida ミヤコジマニシキソウ
- C. prostrata ハイニシキソウ
- C. thymifoia イリオモテニシキソウ
- C. maculata コニシキソウ

ただ、この群では種の判別がむずかしい例が多々ある。概して有性生殖器官が退化的で小さく、また栄養器官の形態にも類似したものが多い。専門家でも同定の間違いが生まれやすく、それに関わって学名にも混乱が多いという。特に雑草性の種は分布域が広いこともあり、この点の混乱が大きいとのこと。

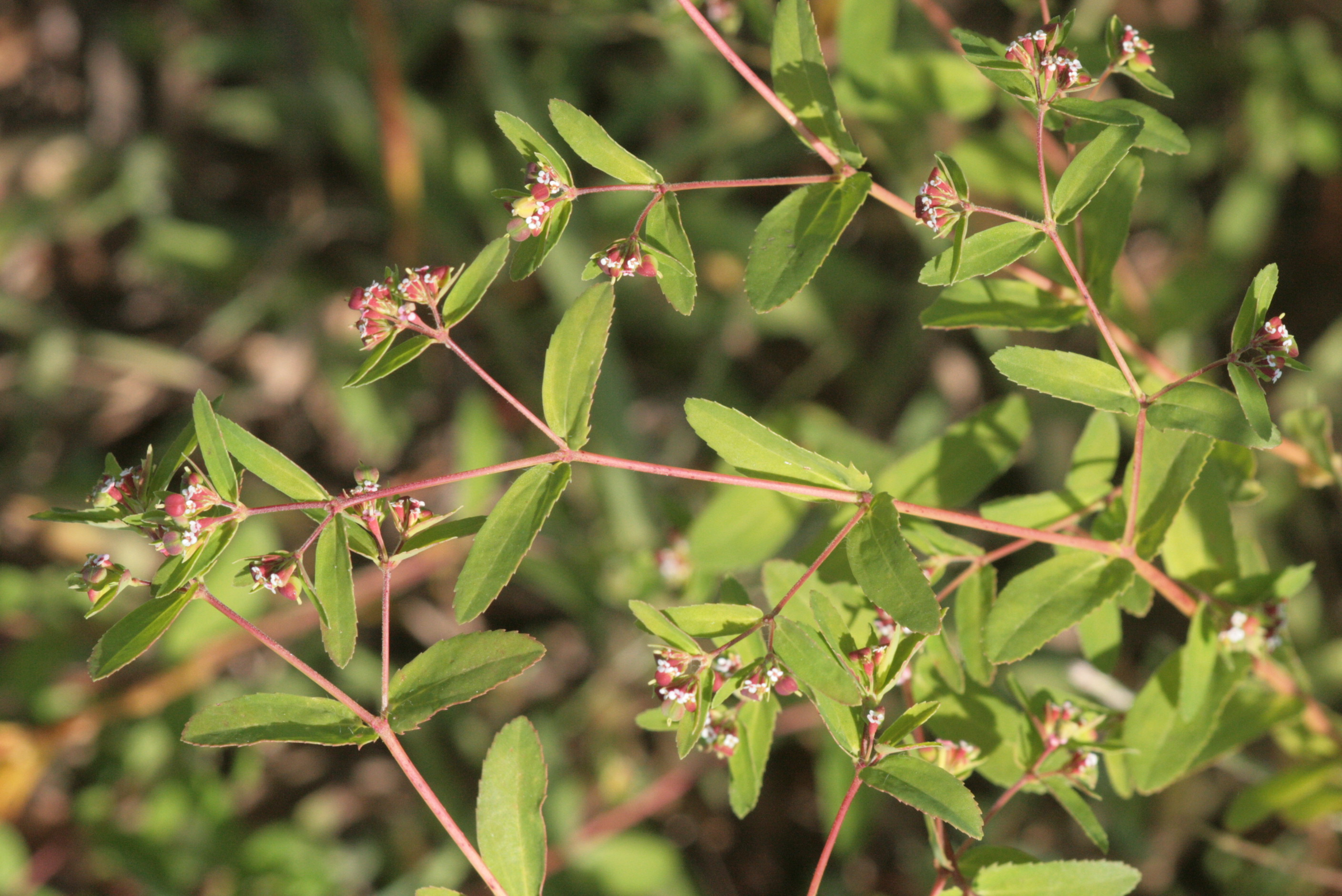
オオニシキソウ
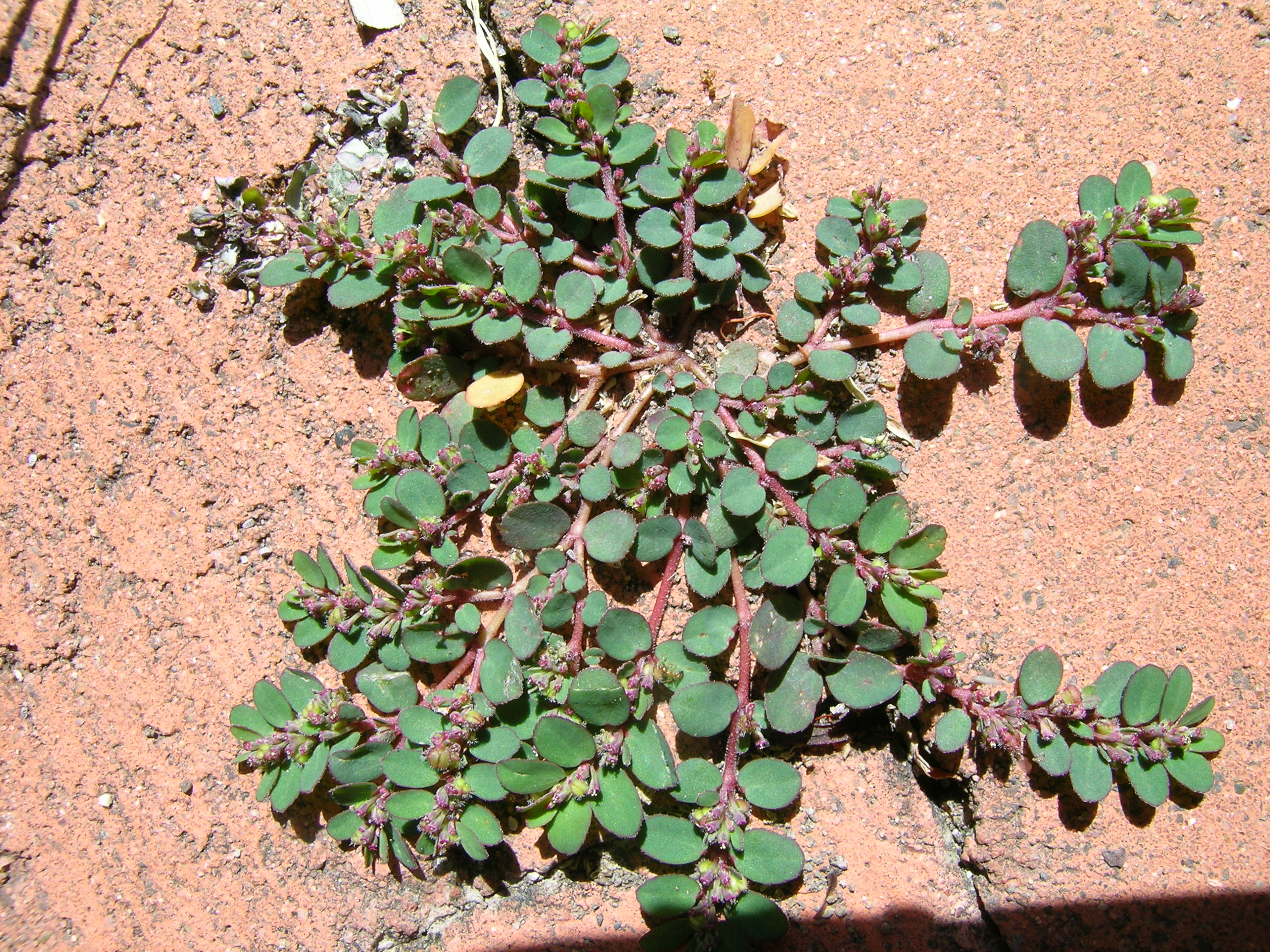
ハイニシキソウ
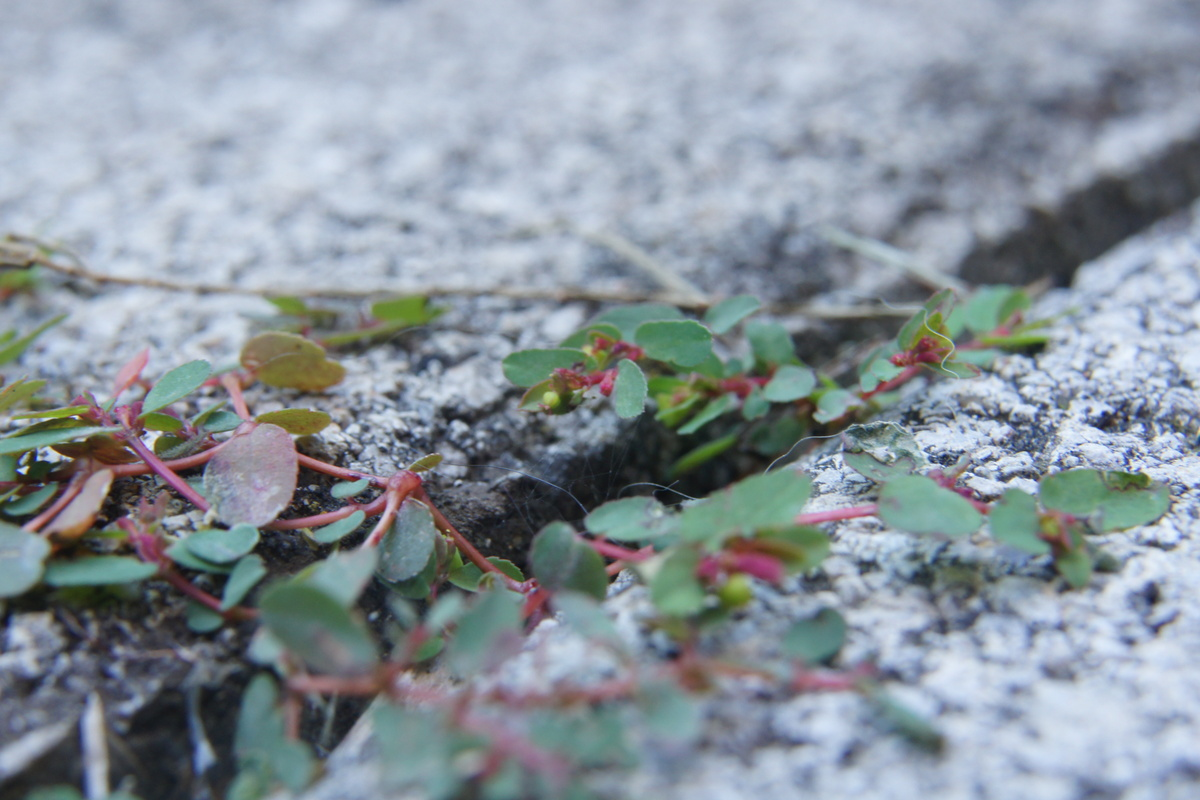
ニシキソウ
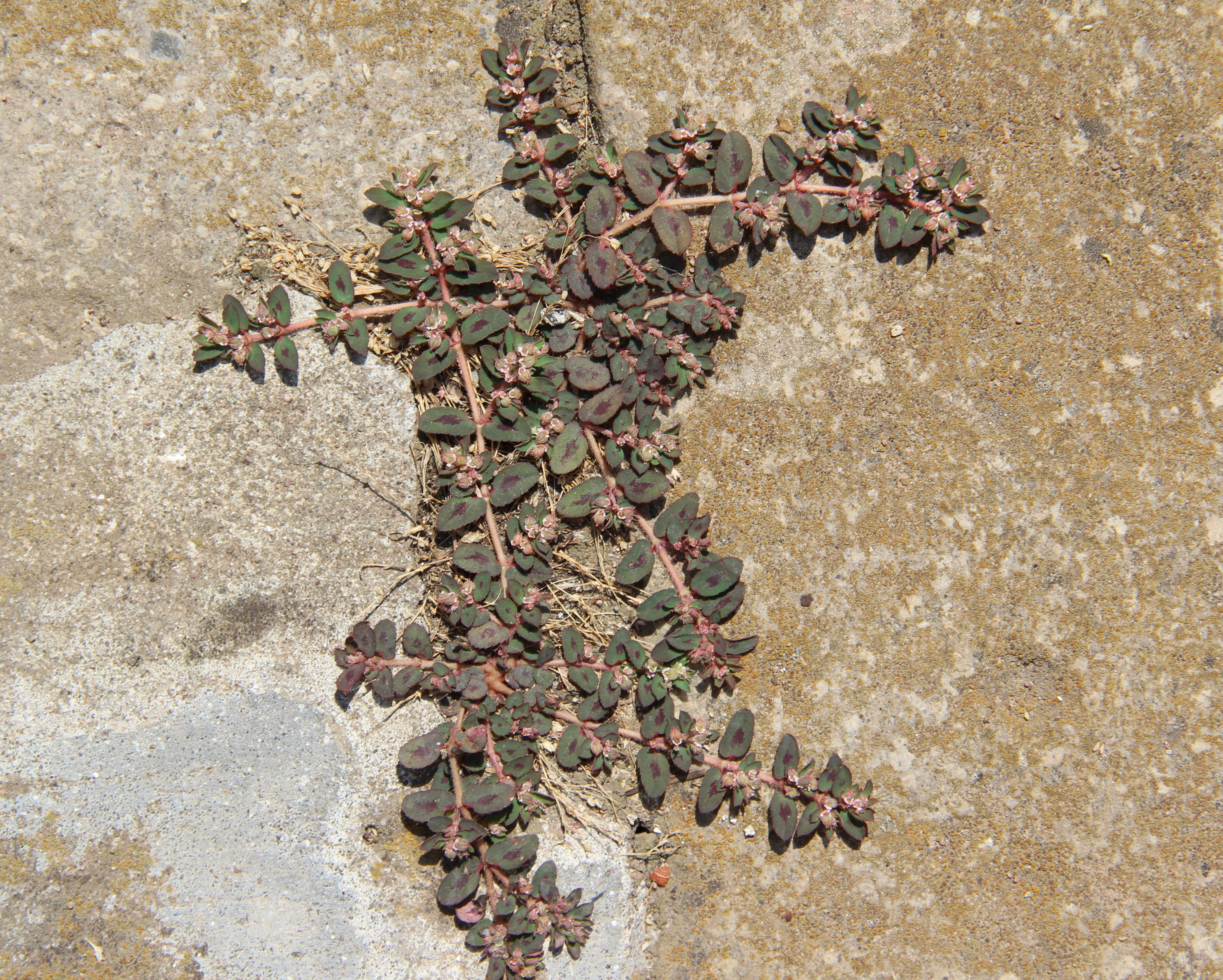
コニシキソウ

## 雑草性について
本群には世界的にどこでも見られるような雑草的な種が多々ある。例えばYang et al.(2011)がそういったものの代表としてあげたものはコニシキソウとシマニシキソウであるが、日本では前種の方が本土でもごく普通に見られ、後者は本土ではなじみがないものの沖縄などではごく普通である。このような特性を生み出したこの群に見られる特徴として、早々に花を付け、世代時間が短いことや種子が水気を吸うと粘りを生じることなどを挙げている。またこれらはC4植物であり、高温や乾燥に強いこともこのような特質に利するものである。